# Kobiela (Kiwity)
Kobiela (deutsch Kobeln) ist ein Dorf in der polnischen Woiwodschaft Ermland-Masuren. Es gehört zur Gmina Kiwity (Landgemeinde Kiwitten) im Powiat Lidzbarski (Kreis Heilsberg).

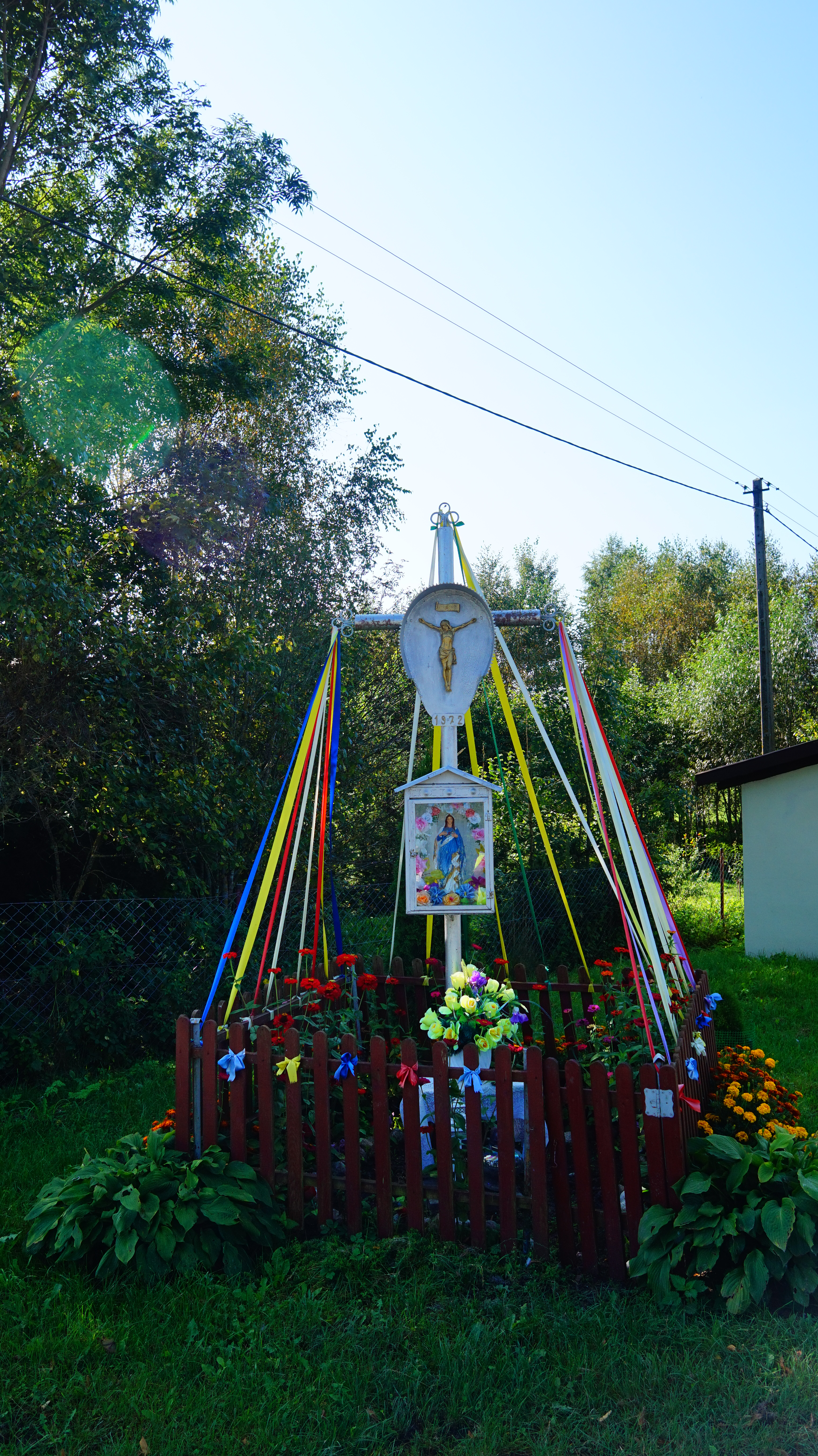
Bildstock in Kobiela

## Geographische Lage
Kobiela liegt im nördlichen Westen der Woiwodschaft Ermland-Masuren, elf Kilometer südöstlich der Kreisstadt Lidzbark Warmiński (Heilsberg).

## Geschichte
Das einstige Koblen – die Schreibweise Kobeln gab es erst nach 1820 – war ein weit gestreutes Dorf. Im Jahre 1874 wurde der Ort  als eine Landgemeinde in den neu errichteten Amtsbezirk Kiwitten (polnisch Kiwity) eingegliedert, der zum ostpreußischen Kreis Heilsberg im Regierungsbezirk Königsberg gehörte.
333 Menschen wohnten im Jahre 1910 in Kobeln. Ihre Zahl belief sich im Jahre 1933 auf 311 und im Jahre 1939 auf 324.
Als 1945 in Kriegsfolge das gesamte südliche Ostpreußen an Polen abgetreten wurde. erhielt Kobeln die polnische Namensform „Kobiela“. Das Dorf ist heute eine Ortschaft innerhalb der Gmina Kiwity (Landgemeinde Kiwitten) im Powiat Lidzbarski (Kreis Heilsberg), von 1975 bis 1998 der Woiwodschaft Olsztyn, seither der Woiwodschaft Ermland-Masuren zugehörig. Im Jahre 2021 zählte Kobiela 177 Einwohner.

## Religion
Kobiela gehört heute wie bereits Kobeln vor 1945 zur römisch-katholischen Pfarrei Kiwity (Kiwitten) im Dekanat Lidzbark Warmiński, heute im Erzbistum Ermland gelegen.
Bis 1945 war Kobeln auch in die evangelische Kirche Heilsberg in der Kirchenprovinz Ostpreußen der Kirche der Altpreußischen Union eingegliedert. Heute gehört Kobiela zur Diözese Masuren der Evangelisch-Augsburgischen Kirche in Polen.

## Verkehr
Kobiela liegt an einer Nebenstraße, die von Maków (Makohlen) über Tolniki Wielkie (Tollnigk) nach hier führt und wenige Kilometer später in die Woiwodschaftsstraße 513 einmündet.
Über einen Bahnanschluss verfügt Kobiela nicht. Von 1905 bis 1945 war Thegsten (polnisch Rokitnik) die nächste Bahnstation. Sie lag an der Bahnstrecke Schlobitten–Wormditt–Heilsberg–Bischdorf–Angerburg, die heute nicht mehr existiert.